# Palais Salm (Salmgasse)

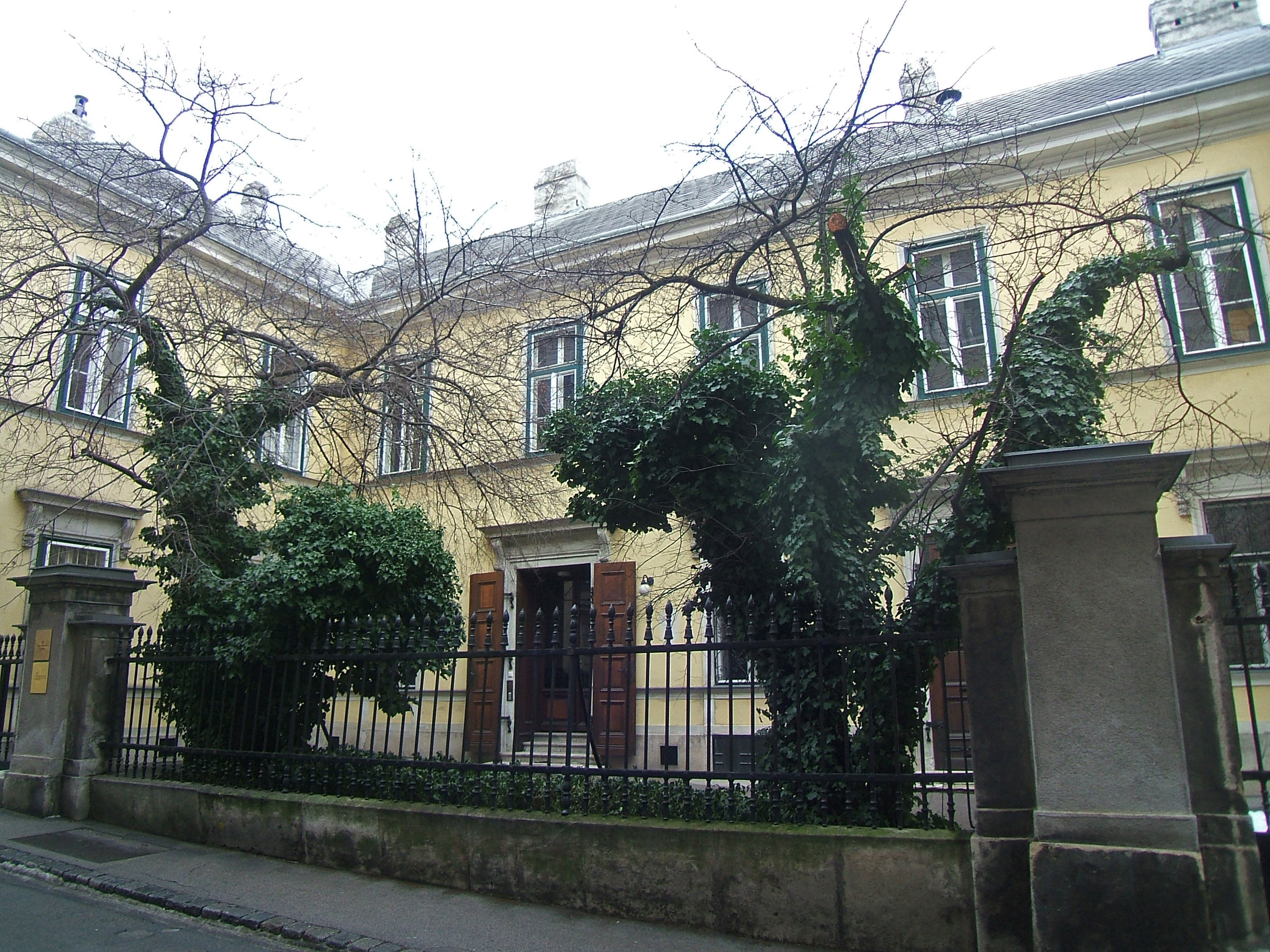
Palais Salm von der Straßenseite aus gesehen

Das Palais Salm (auch: Palais Salm-Reifferscheid) ist ein Stadtpalais in der Salmgasse 2 im 3. Wiener Gemeindebezirk Landstraße. Es wurde zwischen 1828 und 1832 nach Plänen des Architekten Alois Ignaz Göll für Leonhart Waller und Wenzel Emanuel Brandler von Brandenstein errichtet.

## Geschichte
Im 18. Jahrhundert befand sich auf dem Grund, auf dem heute das Palais Salm steht, ein Erzbischöfliches Schülerheim im Besitz des Wiener Kardinals Christoph Anton von Migazzi. 1812 errichtete Louis de Montoyer an dieser Stelle ein Stallgebäude, das zum Palais Rasumofsky gehörte. 1828 wurde es wieder abgebrochen und das heutige Palais errichtet. Es wurde im Auftrag der Bauherren Leonhard Waller und Wenzel Emanuel Brandler von Brandstein vom Architekten Alois Ignaz Göll gebaut. Im Rahmen einer Erweiterung wurde 1851 ein Pavillon in Richtung Rasumofskygasse errichtet.
1856 kaufte Hugo Karl Eduard Salm-Reifferscheidt das Palais von Erzherzog Carl. Fürst Salm ließ es 1863 erweitern und im Inneren umbauen. Das Palais war bis 1902 im Besitz der Salm-Reifferscheidts. Der nächste Besitzer war der Verleger Max Herzig, der auf den Pavillon einen verglasten Wintergarten aufsetzen ließ. Auch im Gebäude führte er einige Modernisierungen durch. Ab 1923 war das Palais im Eigentum des Großindustriellen Rudolf Thorn und gelangte 1929 in den Besitz von Isidor Kreisberg (* 1877, Boryslaw; † 1945, Bergen-Belsen), einem Besitzer von Kohlegruben in Galizien. Dieser ließ das Innere des Palais in Wohnungen aufteilen. 1938 wurde er enteignet. Den Zweiten Weltkrieg überstand das Palais ohne Schäden und gelangte abermals in privaten Besitz. Heute ist es im Besitz des Architekturbüros Marschalek.

## Architektur
Dieses Stadtpalais wurde als Gartenpalais im klassizistischen Baustil errichtet. In Richtung Salmgasse erstreckt sich ein kleiner Biedermeier-Ehrenhof, der von eingeschoßigen Gebäuden umschlossen ist. Die sehenswerte, dreigeschoßige Schauseite des Palais liegt in Richtung Garten. Dieser war ursprünglich um einiges größer angelegt worden. Die Gartenfassade ist prunkvoller gestaltet. Sie wird von einem dreiachsigen Mittelrisaliten, der leicht vorspringt, dominiert, dem eine offene Säulenhalle vorgelagert ist. Die vier korinthischen Säulen der Halle tragen einen Balkon im zweiten Obergeschoß, der durch eine steinerne Balustrade abgeschlossen wird. An der Wand sind vier Riesenpilaster die den vier Säulen gleichen. Diese verbinden die dreitürige Portalanlage mit dem ersten Obergeschoß. Fenster und Türen des Erdgeschoßes sind mit Ausnahme des Haupteinganges rundbogig und durch strahlenförmigen Quaderputz hervorgehoben. Über dem leicht vortretenden Dachgesims ist ein Dreiecksgiebel. Im Giebelfeld sind zwei fliegende Genies dargestellt, die eine Uhr halten. Die Innenräume sind heute großteils adaptiert, teilweise sind jedoch noch die Deckenmalereien erhalten, die jedoch derzeit abgedeckt sind. Das Treppenhaus ist schwer holzvertäfelt.
Das Palais ist nicht öffentlich zugänglich.